# Саиди, Эльес
Эльес Саиди (араб. إلياس سعيدي‎; фр. Elyes Saïdi; род. 15 декабря 2008) — марокканский футболист, опорный полузащитник клуба «Осер».

## Клубная карьера
Саиди — воспитанник клубов «Тулон», «Олимпик Марсель» и «Осер».

## Международная карьера
В 2025 году в составе юношеской сборной Марокко Саиди стал победителем домашнего юношеского Кубка Африки. На турнире он сыграл в матче против сборной Танзании и ЮАР.

## Достижения
Международные
 Марокко (до 17)
- Победитель Кубка африканских наций (до 17 лет): 2025